# Полска злота
Полската злота (на полски: polski złoty) е официалната парична единица на Република Полша. Първоначално злотата е разделена на 30 гроша и е равна на половин копи, а от 1924 г. е разделена на 100 гроша.

## История
Предшествениците на злотата са полската марка и кората. Гривнята е валута, която е равна на приблизително 210 грама сребро през 11 век. Използва се до 14 век, когато отстъпва място на Краков. По същото време, първо като допълнение към нея, а след това като основна валута, идват грошът и копата. Полша прави грозд като имитация на Прага; идеята за копа идва от чехите. Тя е на стойност 48 грозни; цена на копата – 60 гроша. Приетата английска форма на думата е злотата, множеството злоти.
В следвоенна Полша се развиват събитията, както и в другите европейски страни, приели социализма. Първата парична реформа е през 1944 г., когато е издадена първата серия банкноти на социалистическа Полша. Банкнотите не просъществуват дълго и правителството издава нови банкноти през 1946, 1947 и 1948 година. През 1950 г. старата злота е деноминирана при обменния курс 100:1, а през 1949 г. са отсечени първите полски следвоенни монети. Номиналната стойност е сечена на лицевата страна на монетите, а на обратната страна е изобразен гербът на Полша под формата на орел без корона и надпис Rzeczpospolita Polska (Република Полша). Банкнотите, емитирани през 1948 г. представляват стабилната злота и са в обращение до средата на 70-те години, когато е издадена нова серия банкноти.
През 1995 г., след финансовата стабилизация, постигната през 1993 – 1994 г., е извършена деноминация, в резултат на което деноминацията на парите на Полша е намалена с 10 000 пъти. Името „нова злота“ се използва за обозначаване на новата валута („старата“ злота също се нарича нова, когато е въведена през 1950 г. след предишната деноминация).
На 1 януари 1995 г. в паричното обращение на страната са пуснати банкноти и монети от нов дизайн. Това са банкнотите от 10, 20, 50, 100 и 200 злоти (всички с портрети на полски крале) и монети от 1, 2, 5, 10, 20, 50 гроша. През 1994 г. са отпечатани нови банкноти, а от 1990 г. са изсечени нови разменни банкноти. Едновременно с въвеждането на новите злоти е взето решение за постепенно изтегляне на банкноти, които са били в обращение в Полша преди деноминацията. Старите злоти се приемат като платежно средство до 31 декември 1996 г., а до 31 декември 2010 г. те могат да се обменят в банкови институции. Няколко години след деноминацията през 1995 г. Националната банка на Полша планира въвеждането на банкноти от 500 злоти, но с подробен икономически анализ показа, че няма такава нужда и банкнотата не е пусната в обращение. Ситуацията се променя до 2015 г. и банкнота е издадена през 2017 г.